# Pečuh
Pečuh (mađarski: Pécs, latinski: Quinque Ecclesiae, njemački: Fünfkirchen, srpski: Pečuj ili Печуј, slovački: Päťkostolie, turski: Peçuy) je grad u južnoj Mađarskoj; peti po veličini. Pored oblika Pečuh, Hrvati u Mađarskoj ga zovu i Pečuj, Pečuv, Peču i Petocrikva.
Pečuh se nalazi na obronku planine Mečeka, u blizini granice s Hrvatskom. Oduvijek je bio multikulturalni grad s velikom koncentracijom nacionalnih manjina Hrvata i Podunavskih Švaba koji žive u gospodarskom i kulturnom autonomijom. Pečuh je najveće sveučilišno središte u Mađarskoj s više od 34.000 studenata.
Moto grada je: "Grad bez granica".

## Povijest
Pečuh je jedan od najstarijih gradova u Mađarskoj s naseobinama iz prapovijesti. Na ovom mjestu su početkom 2. stoljeća Rimljani osnovali grad Sopianae, a naseljavali su ga većinom Kelti i Panonci (srodnici Ilira). Do 4. stoljeća postao je glavnim gradom provincije Valeria kao važno središte kršćanstva, poznat kao Quinque Ecclesiae ("pet crkava").
Pod imenom Pechyut se prvi put javlja 1235. godine u jednom dokumentu nakon najezde Mongola, gdje se spominje kao pécsi út (mađarski: put za Pécs). Ime potječe iz slavenskog jezika, a znači "peć", dok na turskom "beş" znači 5 (što aludira na njegov hrvatski naziv Petocrikva). Već u gradskoj povelji iz 1290. godine grad se službeno zove Pécs.
God. 1367., hrvatsko-ugarski kralj, Ludovik I. Anžuvinac, je u Pečuhu osnovao prvo mađarsko sveučilište i jedno od najstarijih u Središnjoj Europi. Za vrijeme biskupa, pjesnika i humanista, Ivana Česmičkog (Janus Pannonius), u 15. stoljeću, Pečuh je bio središtem umjetnosti i kulture.
Od. 1543. do 1686. Pečuh je okupiralo Osmansko Carstvo, i iz tog razdoblja sačuvani su brojni spomenici, poput džamije paše Kazima na trgu Széchenyi.
God. 1998., UNESCO je Pečuhu dodijelio nagradu "Grad mira" zbog promicanja manjinskih kultura, te tolerancije i prihvaćanja izbjeglica tijekom Domovinskog rata.
God. 2010., zajedno s Essenom i Carigradom, Pečuh je proglašen za europski glavni grad kulture.
Obnova gradskih trgova, ulica i pregrađa, knjižnice, koncertnih dvorana i kulturnih centara, traje od kad je gradonačelnik Páva Zsolt preuzeo vlast 30. ožujka 2007. godine.

## Znamenitosti
- Ranokršćanska nekropola Sopianae potječe iz 4. stoljeća, a ima podzemne grobne komore, oslikanih zidova rijetkim kršćanskim temama, i nadzemne memorijalne kapele. Upisana je na UNESCO-ov popis mjesta svjetske baštine u Europi 2000. godine kao spomenik iznimne važnosti koji svjedoči o snazi kršćanske zajednice u provinciji Rimskog Carstva.
- Najbolji pokazatelj povijesti grada je središnji gradski trg Istvána Széchenyija na kojem se nalazi džamija paše Gazi Kazima koja, iako je u 17. stoljeću posvećena za crkvu, na vrhu kupole još ima islamski simbol - polumjesec i zvijezdu. Na trgu se nalaze srednjovjekovna katedrala, te historicističke Hotel Nádor (1846.), gradska vijećnica i zgrada općine.
- Katedrala sv. Bertalana je građena od 11. do 13., a Biskupski dvor je iz 12. stoljeća.
- Sveučilište u Pečuhu potječe iz 1367. godine, i uz njega je i botanički vrt.
- Toranj Barbakán je iz 15. stoljeća.
- Od turske arhitekture tu su: Džamija Jakovali Hasana, ostaci Memi Pašinih kupki i Mauzolej čuda Idris Babe.
- Sinagoga iz 1869. godine
- Poštanski muzej
- Muzej Janusa Pannoniusa
- Muzej renesanse
- Muzej Kosztka Csontváry
- Muzej porculana Zsolnay
- Muzej Victor Vasarely
- Muzej Amerigo Tot
- Hrvatsko kazalište Pečuh
- Znanstveni zavod Hrvata u Mađarskoj i
- Kulturno Društvo August Šenoa.
- Kulturna četvrt Zsolnay, na mjestu tvorničkog kompleksa tvornice Zsolnay, poznata po Zsolnayevoj keramici i porculanu.

- Toranj Barbakan
- Katedrala sv. Bertalana
- Neobarokna crkva na glavnom trgu
- Gradska vijećnica
- Mađarsko narodno kazalište
- Trg Széchenyi s džamijom
- Zsolnay porculan na česmi u Pečuhu

## Uprava
Pečuh je sjedište Baranjske županije i pečuške mikroregije, ali i sjedište rimokatoličke pečuške biskupije.
U Pečuhu se nalazi jedinica Hrvatske manjinske samouprave u Republici Mađarskoj. Delegat Hrvatske državne samouprave u Mađarskoj za Pečuh ulazi kao predstavnik Baranje. U sastavu od ožujka 2007. je to Mišo Hepp.

## Promet
Važnim je prometnim čvorištem. Iz Pečuha prema jugu vodi željeznička pruga Pečuh – Mohač. Od Pečuha prema zapadu vodi željeznička pruga Velika Kaniža – Pečuh.

## Stanovnici
Prema popisu iz 2005. godine ima 156.576 stanovnika.
Pečuh je grad u kojem živi i znatan broj Hrvata. Hrvatska manjina ima tu gimnaziju (Hrvatski školski centar Miroslava Krleže u Pečuhu), radio program na Hrvatskom jeziku, Hrvatsko kazalište, Znanstveni zavod Hrvata u Mađarskoj i Kulturno Društvo August Šenoa.
Ranokršćansko groblje u Pečuhu uvršteno je u UNESCOv popis mjesta svjetske baštine u Europi.

## Poznate osobe
Poznate osobe koje su rođene, živjele i radile u Pečuhu.
| - Marcel Breuer, arhitekt i dizajner - József Eötvös, gitarist - Zoltán Gera, nogometaš - Pál Dárdai, nogometaš - János Horvay, kipar - Dezső Lauber, športaš i arhitekt - Kató Lomb, prevoditelj - Maximinus, starorimski državnik - İbrahim Peçevi (Ibrahim Pečuški), turski povjesničar i kroničar - Joe Rudán, pjevač - László Sólyom, predsjednik Mađarske - Béla Tarr, filmaš - Aurél Tillai, zborovođa i skladatelj - Victor Vasarely, umjetnik | - Zlatko Prica (1916. – 2003.), hrv. slikar i akademik - Miroslav Krleža, poznati hrv. književnik je bio polaznikom kraljevske kadetske škole u Pečuhu - Šimun Matković (1575. – 1638.), obnovitelj vjerskog i školskog života u Pečuhu i Baranji - Ivan Česmički, pečuški biskup - Sigismund Ernuszt Čakovečki, pečuški biskup - Juraj Klimović, pečuški biskup, zaslužnik za otvaranje tiskare i jav. knjižnice u Pečuhu - Branko Filaković, hrv. pjesnik, publicist i novinar - Ernest Barić, mađ. jezikoslovac, proučavatelj hrv. jezika u Mađarskoj - Ivan Kapistran Adamović, hrv. poduzetnik i ekonomski pisac - Petar Dobrović, srp. slikar |

## Športska društva
- nogometni klub Pécsi MFC

## Vanjske poveznice
- Pécs (na hrvatskom)  Arhivirana inačica izvorne stranice od 27. travnja 2007. (Wayback Machine)
- (mađ.) Pécs
- Glas Koncila broj 40 (1737)  Arhivirana inačica izvorne stranice od 5. rujna 2009. (Wayback Machine) Hrvatska nazočnost u "gradu s pet crkava", 7. listopada 2007.
- Pečuški portal  Arhivirana inačica izvorne stranice od 3. studenoga 2012. (Wayback Machine) Građevine u Pečuhu